# 札尼别二世
札尼别二世（?—?），金帳汗國君主（1369年—1370年在位），是纳兀鲁斯的儿子。
札尼别二世在回历767年—768年铸造的钱币，现在有二十九枚铸有他的名字的钱币，没有一枚刻有铸造地点。他在汗国的地位不稳固。1362年，占领不里阿耳的不剌·帖木儿承认了萨莱汗札尼别二世的权力。当时，马麦拥立的大汗奥都剌去世，马哈麻·不剌即位。札尼别二世同时丧失了汗位。秃仑别·哈讷木在新萨莱摄政。
| 前任： 哈桑·汗 | 金帐汗国君主 1369年—1370年 | 繼任： 奥都剌 |